# Биг-Лейк (аэропорт)
Аэропорт Биг-Лейк (англ. Big Lake Airport), (ИАТА: BGQ, ИКАО: PAGQ, FAA LID: BGQ) — государственный гражданский аэропорт, расположенный в 1,8 километрах к юго-востоку от центрального делового района Биг-Лейк (Аляска), США.

## Операционная деятельность
Аэропорт Биг-Лейк расположен на высоте 48 метров над уровнем моря и эксплуатирует одну взлётно-посадочную полосу:
- 7/25 размерами 742 x 21 метров с гравийным покрытием[1]

За период с 31 декабря 2005 года по 31 декабря 2006 года Аэропорт Биг-Лейк обработал 20 000 операций взлётов и посадок самолётов (54 операций ежедневно). Все рейсы в данный период пришлись на авиацию общего назначения.
Аэропорт использовался в качестве базы для 79 воздушных судов: 95 % составили однодвигательные, 4 % — сверх-лёгкие самолёты 1 % — вертолёты.